# Stora Flysjön
Stora Flysjön är en sjö i Älvdalens kommun i Dalarna och ingår i Dalälvens huvudavrinningsområde.